# Wyścig Austrii WTCC 2013
Wyścig Austrii WTCC 2013 – piąta runda World Touring Car Championship w sezonie 2013 i drugi z kolei Wyścig Austrii. Rozegrał się on w dniach 18-19 maja 2013 na torze Salzburgring we wsi Plainfeld w Austrii. W pierwszym wyścigu zwyciężył Michel Nykjær z zespołu Nika Racing, a w drugim James Nash z Bamboo Engineering.

## Lista startowa
| Nr | Kierowca           | Zespół                               | Samochód             | Klasa |
| -- | ------------------ | ------------------------------------ | -------------------- | ----- |
| 1  | Robert Huff        | ALL-INKL.COM Münnich Motorsport      | SEAT León WTCC       |       |
| 3  | Gabriele Tarquini  | Castrol Honda World Touring Car Team | Honda Civic WTCC     | M     |
| 5  | Norbert Michelisz  | Zengő Motorsport                     | Honda Civic WTCC     | M     |
| 6  | Franz Engstler     | Liqui Moly Team Engstler             | BMW 320 TC           | Y     |
| 7  | Charles Ng         | Liqui Moly Team Engstler             | BMW 320 TC           | Y     |
| 8  | Michaił Kozłowskij | LADA Sport Lukoil                    | Łada Granta          | M     |
| 9  | Alex MacDowall     | Bamboo Engineering                   | Chevrolet Cruze 1.6T | Y     |
| 10 | James Thompson     | LADA Sport Lukoil                    | Łada Granta          | M     |
| 12 | Yvan Muller        | RML                                  | Chevrolet Cruze 1.6T |       |
| 14 | James Nash         | Bamboo Engineering                   | Chevrolet Cruze 1.6T | Y     |
| 15 | Tom Coronel        | ROAL Motorsport                      | BMW 320 TC           |       |
| 17 | Michel Nykjær      | Nika Racing                          | Chevrolet Cruze 1.6T | Y     |
| 18 | Tiago Monteiro     | Castrol Honda World Touring Car Team | Honda Civic WTCC     | M     |
| 19 | Fernando Monje     | Campos Racing                        | SEAT León WTCC       | Y     |
| 20 | Hugo Valente       | Campos Racing                        | SEAT León WTCC       | Y     |
| 23 | Tom Chilton        | RML                                  | Chevrolet Cruze 1.6T |       |
| 25 | Mehdi Bennani      | Proteam Racing                       | BMW 320 TC           | Y     |
| 26 | Stefano D'Aste     | PB Racing                            | BMW 320 TC           | Y     |
| 37 | René Münnich       | ALL-INKL.COM Münnich Motorsport      | SEAT León WTCC       | Y     |
| 38 | Marc Basseng       | ALL-INKL.COM Münnich Motorsport      | SEAT León WTCC       |       |
| 55 | Darryl O’Young     | ROAL Motorsport                      | BMW 320 TC           | Y     |
| 73 | Fredy Barth        | Wiechers-Sport                       | BMW 320 TC           | Y     |
| 74 | Pepe Oriola        | Tuenti Racing Team                   | SEAT León WTCC       |       |
| Nr | Kierowca           | Zespół                               | Samochód             | Klasa |

| Symbol | Klasa                                   |
| ------ | --------------------------------------- |
| M      | Producent (Manufacturers' Championship) |
| Y      | Niezależny (Yokohama Trophy)            |

## Wyniki

### Sesje treningowe
| Sesja | Nr | Kierowca    | Zespół | Samochód             | Czas     | Okr. |
| ----- | -- | ----------- | ------ | -------------------- | -------- | ---- |
| 1     | 3  | Yvan Muller | RML    | Chevrolet Cruze 1.6T | 1:26,279 | 13   |
| 2     | 12 | Yvan Muller | RML    | Chevrolet Cruze 1.6T | 1:26,344 | 14   |

### Kwalifikacje
| Poz.    | Nr      |         | Kierowca           | Zespół                               | Samochód             | Q1       | Q2        | Poz. s. R1 | Poz. s. R2 | Pkt |
| II etap | II etap | II etap | II etap            | II etap                              | II etap              | II etap  | II etap   | II etap    | II etap    |     |
| ------- | ------- | ------- | ------------------ | ------------------------------------ | -------------------- | -------- | --------- | ---------- | ---------- | --- |
| 1       | 12      |         | Yvan Muller        | RML                                  | Chevrolet Cruze 1.6T | 1:26,981 | 1:25,756  | 13         |            | 5   |
| 2       | 23      |         | Tom Chilton        | RML                                  | Chevrolet Cruze 1.6T | 1:26,570 | 1:25,961  | 15         |            | 4   |
| 3       | 1       |         | Robert Huff        | ALL-INKL.COM Münnich Motorsport      | SEAT León WTCC       | 1:27,128 | 1:26,554  | 14         |            | 3   |
| 4       | 9       | Y       | Alex MacDowall     | Bamboo Engineering                   | Chevrolet Cruze 1.6T | 1:26,950 | 1:26,560  | 12         |            | 2   |
| 5       | 17      | Y       | Michel Nykjær      | Nika Racing                          | Chevrolet Cruze 1.6T | 1:27,018 | 1:26,654  | 1          |            | 1   |
| 6       | 3       |         | Gabriele Tarquini  | Castrol Honda World Touring Car Team | Honda Civic WTCC     | 1:27,308 | 1:26,701  | 21         |            |     |
| 7       | 18      |         | Tiago Monteiro     | Castrol Honda World Touring Car Team | Honda Civic WTCC     | 1:27,068 | 1:26,746  | 22         |            |     |
| 8       | 74      |         | Pepe Oriola        | Tuenti Racing Team                   | SEAT León WTCC       | 1:27,203 | 1:26,887  | 18         |            |     |
| 9       | 5       |         | Norbert Michelisz  | Zengő Motorsport                     | Honda Civic WTCC     | 1:27,084 | 1:26,902  | 23         |            |     |
| 10      | 14      | Y       | James Nash         | Bamboo Engineering                   | Chevrolet Cruze 1.6T | 1:27,093 | 1:26,938  | 2          |            |     |
| 11      | 26      | Y       | Stefano D'Aste     | PB Racing                            | BMW 320 TC           | 1:27,319 | 1:27,432  | 16         |            |     |
| 12      | 15      |         | Tom Coronel        | ROAL Motorsport                      | BMW 320 TC           | 1:27,148 | 10:04,657 | 19         |            |     |
| I etap  |         |         |                    |                                      |                      |          |           |            |            |     |
| 13      | 25      | Y       | Mehdi Bennani      | Proteam Racing                       | BMW 320 TC           | 1:27,323 | –         | 3          |            |     |
| 14      | 8       |         | Michaił Kozłowskij | LADA Sport Lukoil                    | Łada Granta          | 1:27,415 | –         | 4          |            |     |
| 15      | 73      | Y       | Fredy Barth        | Wiechers-Sport                       | BMW 320 TC           | 1:27,564 | –         | 5          |            |     |
| 16      | 6       | Y       | Franz Engstler     | Liqui Moly Team Engstler             | BMW 320 TC           | 1:27,647 | –         | 6          |            |     |
| 17      | 38      |         | Marc Basseng       | ALL-INKL.COM Münnich Motorsport      | SEAT León WTCC       | 1:27,860 | –         | 7          |            |     |
| 18      | 55      | Y       | Darryl O’Young     | ROAL Motorsport                      | BMW 320 TC           | 1:28,017 | –         | 17         |            |     |
| 19      | 10      |         | James Thompson     | LADA Sport Lukoil                    | Łada Granta          | 1:28,021 | –         | 8          |            |     |
| 20      | 7       | Y       | Charles Ng         | Liqui Moly Team Engstler             | BMW 320 TC           | 1:28,575 | –         | 9          |            |     |
| 21      | 37      | Y       | René Münnich       | ALL-INKL.COM Münnich Motorsport      | SEAT León WTCC       | 1:28,932 | –         | 10         |            |     |
| 22      | 19      | Y       | Fernando Monje     | Campos Racing                        | SEAT León WTCC       | 1:29,454 | –         | 11         |            |     |
|         | 20      | Y       | Hugo Valente       | Campos Racing                        | SEAT León WTCC       |          | –         | 20         |            |     |

#### Warunki atmosferyczne[2]
| Temperatura toru      | 24 °C |
| Temperatura powietrza | 19 °C |
| Słońce                | tak   |
| Opady deszczu         | nie   |
| Sucho                 |       |

### Wyścig 1
| Poz.              | +/- | Nr |   | Kierowca           | Zespół                               | Samochód             | Okr. | Czas/Strata | Pkt. | Komentarz |
| ----------------- | --- | -- | - | ------------------ | ------------------------------------ | -------------------- | ---- | ----------- | ---- | --------- |
| 1                 |     | 17 | Y | Michel Nykjær      | Nika Racing                          | Chevrolet Cruze 1.6T | 12   | 17:41,335   | 25   |           |
| 2                 |     | 14 | Y | James Nash         | Bamboo Engineering                   | Chevrolet Cruze 1.6T | 12   | +0,298      | 18   |           |
| 3                 | 10  | 12 |   | Yvan Muller        | RML                                  | Chevrolet Cruze 1.6T | 12   | +0,645      | 15   |           |
| 4                 | 1   | 25 | Y | Mehdi Bennani      | Proteam Racing                       | BMW 320 TC           | 12   | +1,586      | 12   |           |
| 5                 | 7   | 9  | Y | Alex MacDowall     | Bamboo Engineering                   | Chevrolet Cruze 1.6T | 12   | +4,374      | 10   |           |
| 6                 | 1   | 73 | Y | Fredy Barth        | Wiechers-Sport                       | BMW 320 TC           | 12   | +5,121      | 8    |           |
| 7                 | 8   | 23 |   | Tom Chilton        | RML                                  | Chevrolet Cruze 1.6T | 12   | +7,114      | 6    |           |
| 8                 | 6   | 1  |   | Robert Huff        | ALL-INKL.COM Münnich Motorsport      | SEAT León WTCC       | 12   | +11,711     | 4    |           |
| 9                 | 1   | 10 |   | James Thompson     | Lada Sport Lukoil                    | Łada Granta          | 12   | +15,758     | 2    |           |
| 10                | 9   | 15 |   | Tom Coronel        | ROAL Motorsport                      | BMW 320 TC           | 12   | +15,812     | 1    |           |
| 11                | 7   | 74 |   | Pepe Oriola        | Tuenti Racing Team                   | SEAT León WTCC       | 12   | +16,000     |      |           |
| 12                | 9   | 3  |   | Gabriele Tarquini  | Castrol Honda World Touring Car Team | Honda Civic WTCC     | 12   | +18,388     |      |           |
| 13                | 9   | 18 |   | Tiago Monteiro     | Castrol Honda World Touring Car Team | Honda Civic WTCC     | 12   | +19,097     |      |           |
| 14                | 9   | 5  |   | Norbert Michelisz  | Zengő Motorsport                     | Honda Civic WTCC     | 12   | +19,604     |      |           |
| 15                | 1   | 26 | Y | Stefano D'Aste     | PB Racing                            | BMW 320 TC           | 12   | +20,117     |      |           |
| 16                | 12  | 8  |   | Michaił Kozłowskij | Lada Sport Lukoil                    | Łada Granta          | 12   | +23,511     |      |           |
| 17                | 7   | 37 | Y | René Münnich       | ALL-INKL.COM Münnich Motorsport      | SEAT León WTCC       | 12   | +27,793     |      |           |
| 18                | 9   | 7  | Y | Charles Ng         | Liqui Moly Team Engstler             | BMW 320 TC           | 12   | +32,141     |      |           |
| 19                | 13  | 6  | Y | Franz Engstler     | Liqui Moly Team Engstler             | BMW 320 TC           | 9    | +3 okr.     |      |           |
| 20                | 3   | 55 | Y | Darryl O’Young     | ROAL Motorsport                      | BMW 320 TC           | 9    | +3 okr.     |      |           |
| Niesklasyfikowani |     |    |   |                    |                                      |                      |      |             |      |           |
|                   |     | 20 | Y | Hugo Valente       | Campos Racing                        | SEAT León WTCC       | 8    |             |      |           |
|                   |     | 38 |   | Marc Basseng       | ALL-INKL.COM Münnich Motorsport      | SEAT León WTCC       | 8    |             |      |           |
|                   |     | 19 | Y | Fernando Monje     | Campos Racing                        | SEAT León WTCC       | 3    |             |      |           |

#### Najszybsze okrążenie
| Nr | Kierowca       | Zespół             | Samochód             | Czas     | Okr. |
| -- | -------------- | ------------------ | -------------------- | -------- | ---- |
| 9  | Alex MacDowall | Bamboo Engineering | Chevrolet Cruze 1.6T | 1:26,925 | 4    |

#### Warunki atmosferyczne[2]
| Temperatura toru      | 29 °C |
| Temperatura powietrza | 23 °C |
| Słońce                | nie   |
| Opady deszczu         | nie   |
| Sucho                 |       |

### Wyścig 2
| Poz.              | +/- | Nr |   | Kierowca            | Zespół                               | Samochód             | Okr. | Czas/Strata | Pkt. | Komentarz |
| ----------------- | --- | -- | - | ------------------- | ------------------------------------ | -------------------- | ---- | ----------- | ---- | --------- |
| 1                 |     | 14 | Y | James Nash          | Bamboo Engineering                   | Chevrolet Cruze 1.6T | 12   | 17:36,853   | 25   |           |
| 2                 |     | 12 |   | Yvan Muller         | RML                                  | Chevrolet Cruze 1.6T | 12   | +1,438      | 18   |           |
| 3                 |     | 5  |   | Norbert Michelisz   | Zengő Motorsport                     | Honda Civic WTCC     | 12   | +1,818      | 15   |           |
| 4                 |     | 18 |   | Tiago Monteiro      | Castrol Honda World Touring Car Team | Honda Civic WTCC     | 12   | +3,483      | 12   |           |
| 5                 |     | 17 | Y | Michel Nykjær       | Nika Racing                          | Chevrolet Cruze 1.6T | 12   | +4,064      | 10   |           |
| 6                 |     | 9  | Y | Alex MacDowall      | Bamboo Engineering                   | Chevrolet Cruze 1.6T | 12   | +4,574      | 8    |           |
| 7                 |     | 74 |   | Pepe Oriola         | Tuenti Racing Team                   | SEAT León WTCC       | 12   | +7,898      | 6    |           |
| 8                 |     | 3  |   | Gabriele Tarquini   | Castrol Honda World Touring Car Team | Honda Civic WTCC     | 12   | +9,025      | 4    |           |
| 9                 |     | 1  |   | Robert Huff         | ALL-INKL.COM Münnich Motorsport      | SEAT León WTCC       | 12   | +9.483      | 2    |           |
| 10                |     | 15 |   | Tom Coronel         | ROAL Motorsport                      | BMW 320 TC           | 12   | +9.859      | 1    |           |
| 11                |     | 38 |   | Marc Basseng        | ALL-INKL.COM Münnich Motorsport      | SEAT León WTCC       | 12   | +13,627     |      |           |
| 12                |     | 10 |   | James Thompson      | Lada Sport Lukoil                    | Łada Granta          | 12   | +14,145     |      |           |
| 13                |     | 73 | Y | Fredy Barth         | Wiechers-Sport                       | BMW 320 TC           | 12   | +14,556     |      |           |
| 14                |     | 6  | Y | Franz Engstler      | Liqui Moly Team Engstler             | BMW 320 TC           | 12   | +14,857     |      |           |
| 15                |     | 8  |   | Michaił Kozłowszkij | Lada Sport Lukoil                    | Łada Granta          | 12   | +15,155     |      |           |
| 16                |     | 25 | Y | Mehdi Bennani       | Proteam Racing                       | BMW 320 TC           | 12   | +16,223     |      |           |
| 17                |     | 19 | Y | Fernando Monje      | Campos Racing                        | SEAT León WTCC       | 12   | +27,497     |      |           |
| 18                |     | 37 | Y | René Münnich        | ALL-INKL.COM Münnich Motorsport      | SEAT León WTCC       | 12   | +41,749     |      |           |
| 19                |     | 7  | Y | Charles Ng          | Liqui Moly Team Engstler             | BMW 320 TC           | 12   | +46,282     |      |           |
| Niesklasyfikowani |     |    |   |                     |                                      |                      |      |             |      |           |
|                   |     | 23 |   | Tom Chilton         | RML                                  | Chevrolet Cruze 1.6T | 6    |             |      |           |
| Nie wystartowali  |     |    |   |                     |                                      |                      |      |             |      |           |
|                   |     | 26 | Y | Stefano D'Aste      | PB Racing                            | BMW 320 TC           |      |             |      |           |
|                   |     | 55 | Y | Darryl O’Young      | ROAL Motorsport                      | BMW 320 TC           |      |             |      |           |
|                   |     | 20 | Y | Hugo Valente        | Campos Racing                        | SEAT León WTCC       |      |             |      |           |

#### Najszybsze okrążenie
| Nr | Kierowca    | Zespół | Samochód             | Czas     | Okr. |
| -- | ----------- | ------ | -------------------- | -------- | ---- |
| 23 | Yvan Muller | RML    | Chevrolet Cruze 1.6T | 1:26,875 | 6    |

#### Warunki atmosferyczne[2]
| Temperatura toru      | 27 °C |
| Temperatura powietrza | 22 °C |
| Słońce                | nie   |
| Opady deszczu         | nie   |
| Sucho                 |       |

## Klasyfikacja po rundzie

### Kierowcy
| Poz.              | +/- | Kierowca              | Starty | Punkty | P1 | P2 | P3 | PP | NO | NS | DK | NW |
| ----------------- | --- | --------------------- | ------ | ------ | -- | -- | -- | -- | -- | -- | -- | -- |
| 1                 |     | Yvan Muller           | 10     | 198    | 3  | 3  | 2  | 2  | –  | –  | –  | –  |
| 2                 |     | Gabriele Tarquini     | 10     | 118    | 1  | 2  | 3  | 2  | 1  | –  | –  | –  |
| 3                 | 2   | James Nash            | 10     | 108    | 1  | 1  | 1  | 1  | -  | -  | –  | –  |
| 4                 | 3   | Michel Nykjær         | 10     | 96     | 2  | 1  | 1  | 1  | 2  | 2  | –  | -  |
| 5                 | 2   | Robert Huff           | 10     | 77     | 1  | –  | -  | –  | 1  | –  | –  | –  |
| 6                 | 2   | Tom Chilton           | 10     | 77     | 1  | –  | –  | –  | 1  | 1  | –  | –  |
| 7                 | 1   | Alex MacDowall        | 10     | 73     | 1  | 1  | –  | –  | -  | –  | –  | –  |
| 8                 | 2   | Tom Coronel           | 10     | 66     | –  | -  | 2  | 1  | 1  | -  | –  | –  |
| 9                 | 1   | Norbert Michelisz     | 10     | 63     | -  | 1  | 2  | –  | -  | 1  | –  | –  |
| 10                | 1   | Tiago Monteiro        | 9      | 60     | –  | 1  | 1  | –  | –  | 2  | –  | 1  |
| 11                | 2   | Pepe Oriola           | 10     | 55     | 1  | -  | –  | –  | –  | 1  | –  | -  |
| 12                |     | Mehdi Bennani         | 10     | 43     | –  | 1  | -  | –  | –  | –  | –  | –  |
| 13                |     | Marc Basseng          | 10     | 28     | –  | –  | –  | –  | –  | 1  | –  | –  |
| 14                | 3   | Fredy Barth           | 10     | 9      | –  | –  | –  | 1  | –  | 1  | –  | –  |
| 15                | 1   | Franz Engstler        | 10     | 4      | –  | –  | –  | –  | –  | 2  | –  | –  |
| 16                | 1   | Darryl O’Young        | 9      | 4      | –  | –  | –  | –  | –  | 1  | –  | 1  |
| 17                | 1   | James Thompson        | 8      | 3      | –  | –  | –  | –  | –  | 2  | –  | 2  |
| 18                | 2   | Stefano D'Aste        | 9      | 2      | –  | –  | –  | –  | –  | 2  | –  | 1  |
| 19                |     | Charles Ng            | 10     | 1      | –  | –  | –  | -  | –  | 1  | –  | –  |
| 20                |     | Fernando Monje        | 10     | 0      | –  | –  | –  | 1  | –  | –  | –  | –  |
| 21                |     | Jean-Philippe Dayraut | 2      | 0      | –  | –  | –  | –  | –  | –  | –  | –  |
| 22                |     | Hugo Valente          | 3      | 0      | –  | –  | –  | –  | –  | –  | –  | 1  |
| 23                |     | Michaił Kozłowskij    | 8      | 0      | –  | –  | –  | –  | –  | –  | –  | –  |
| 24                | 1   | René Münnich          | 10     | 0      | –  | –  | –  | –  | –  | 1  | –  | -  |
| 25                | 1   | Tom Boardman          | 6      | 0      | –  | –  | –  | –  | –  | 2  | –  | 2  |
| Niesklasyfikowani |     |                       |        |        |    |    |    |    |    |    |    |    |
| –                 |     | Aleksiej Dudukało     | 0      | –      | –  | –  | –  | –  | –  | –  | –  | 2  |
| Poz.              | +/- | Kierowca              | Starty | Punkty | P1 | P2 | P3 | PP | NO | NS | DK | NW |

### Producenci
| Poz. | +/- | Producent | Starty | Punkty | P1 | P2 | P3 | PP | NO | NS | DK | NW |
| ---- | --- | --------- | ------ | ------ | -- | -- | -- | -- | -- | -- | -- | -- |
| 1    |     | Honda     | 10     | 417    | 1  | 3  | 4  | 2  | 1  | 2  | –  | 1  |
| 2    |     | Łada      | 8      | 248    | –  | –  | –  | –  | –  | 1  | –  | 4  |
| Poz. | +/- | Producent | Starty | Punkty | P1 | P2 | P3 | PP | NO | NS | DK | NW |